# Lijst van straten in Stichtse Vecht
Dit is een lijst van straten in de gemeente Stichtse Vecht en hun oorsprong/betekenis.

## Breukelen
- Akelei – akelei, plant
- Amaliastraat – doodlopende zijweg van de Wilhelminastraat
- Ameland – Ameland, Waddeneiland
- Anemoon - anemoon, plant
- Anna Pergensstraat – Anna Pergens (1650-1732), gehuwd met Johan Ortt, bewoner van Vreedenoord in Breukelen.[1]
- Beatrixstraat – Beatrix der Nederlanden
- Beereveld - achttiende-eeuws buiten aan de linkeroever Vecht onder Loenen. Was de woning van de 18e-eeuwse Utrechtse tekenaar Serrurier.[2]
- Bernard vd Bongerdstraat - bewoner van kasteel Nijenrode in Breukelen
- Bernhardstraat - prins Bernhard van Lippe-Biesterfeld
- Bisschopswater -  water ter inzegening door de bisschop bij wijze van rituele reiniging
- Boendermakerstraat - oud beroep
- Bonifatiuslaan - Bonifatius (heilige), prediker
- Boomrijk - buitenhuis Boomrijk
- Breukelerwaard - de ambachtsheerlijkheid Breukelerwaard bij Maarssen. Zie ook: Johan Raye van Breukelerwaard
- Broekdijk Oost - in de wijk Broekland
- Broekdijk West - ten westen van het Amsterdam-Rijnkanaal
- Brouwerij - brouwerij
- Brugstraat -
- Clarenburg - Clarenburg
- Damastbloem - damastbloem
- Dannegracht - de Dannegracht loopt vanaf de rivier de Vecht door in de Aa. De Danne loopt ter hoogte van het centrum van Breukelen vanaf de Vecht westwaarts richting het Amsterdam-Rijnkanaal.
- Dannestraat - langs de Danne, zie hierboven
- Daslook - daslook
- De Aa - Kasteel Ter Aa (Breukelen), voormalig kasteel en ridderhofstad bij Breukelen.
- De Angstel - Angstel, een sterk meanderend riviertje tussen Abcoude en Loenersloot
- De Meent - doodlopende weg als verlengde van de laan van Gunterstein in oostelijke richting
- Dillenburgstraat - Slot Dillenburg was een slot in Dillenburg in de deelstaat Hessen in Duitsland dat in 1240 door Hendrik 'de Rijke' Graaf van Nassau werd gebouwd.
- Domineeslaantje - verbinding Wilhelminastraat en Marijkestraat
- Dudok de Witstraat - Cornelis Dudok de Wit, alias Kees de Tippelaar als eerste blanke ooit dwars door Java waarbij hij materiaal verzamelde voor zijn privémuseum. Dankzij hem vieren de kinderen van Breukelen Poffertjesdag, al meer dan honderd jaar.[3]
- Eendrachtlaan - aan de noordzijde van NS-station Breukelen
- Engel de Ruijterstraat - Engel de Ruyter, (Vlissingen, 2 mei 1649 - 27 februari 1683) was een Nederlands viceadmiraal, de zoon van luitenant-admiraal Michiel Adriaanszoon de Ruyter en diens tweede vrouw Cornelia Engels.
- Fluitekruid - fluitekruid, plantensoort
- G S van Ruwiellaan - Gerard Splinter van Ruwiel (ca. 1240-ca. 1297), bouwer van kasteel Nijenrode[4]
- Gerrit van Doornikstraat - Gerrit van Doornik was leider van de distributiekring Maarssen. Hij werd via kampen in Nederland naar Duitsland vervoerd, en overleed op 11 mei, een paar dagen na de bevrijding van Nederland.[5]
- G van Nijenrodestraat - Gijsbrecht I van Nijenrode en Gijsbrecht II van Nijenrode
- G W van Couwenhovenstraat -
- Galgerwaard - parallel aan de Provinciale weg 401 en het water de Groote Heycop; op de zuidelijke oever van de Groote Heicop stond boerderij-herberg Galgerwaard[6]
- Glaskruid - glaskruid
- Griftenstein - verbinding van de Orttswarande en de Gijsbrecht van Nijenrodestraat
- H Aertsenstraat -
- Heijcoplaan - de Heycop is een watergang parallel aan de Bijleveld, gegraven ten noorden van de Leidse Rijn. Zie ook: Waterschap Heycop;
- Helmbloem - helmbloem
- Herenstraat - tussen Dannestraat en Straatweg
- Hofwerk - buitenplaats Hofwerk, tussen Vechtvliet en Vijverhof
- Insulinde - zijstraat van de Straatweg
- Irenestraat - Irene der Nederlanden
- J E Boutstraat -
- J van Oldenbarneveldstraat - Johan van Oldenbarnevelt, raadspensionaris
- Joh Poststraat - Johannes Post, verzetsman
- Joris Dircksenstraat -
- Josinahof - Josina van Aerssen, was een Nederlands componist, bekend onder de naam Josina van Boetzelaer.
- Julianastraat - verbinding Nassauplein met Mecklenburgstraat
- Kanaaldijk Oost - Amsterdam-Rijnkanaal
- Kanaaldijk West - Amsterdam-Rijnkanaal
- Karel Doormanweg - Karel Doorman
- Keizerskroon - keizerskroon (plant), plantennaam
- Kerkbrink
- Kerkplein - vernoemd naar de nabij gelegen Sint Pieterskerk aan de Straatweg
- Kerkstraat - vernoemd naar de nabij gelegen Sint Pieterskerk aan de Straatweg
- Keulschevaart - De Keulse Vaart was een negentiende-eeuws kanaal in de Nederlandse provincies Noord-Holland, Utrecht en Zuid-Holland. Het verbond Amsterdam, via Utrecht met de Lek bij Vreeswijk.
- Kievitsbloem - kievit, weidevogel
- Kortrijk - Kortrijk
- Laan van Guntherstein - Gunterstein
- Lenteklokje - lenteklokje
- Linnaeusdreef - Carl Linnaeus, Zweeds arts, plantkundige
- Longkruid - longkruid
- Looijersdijk -
- Luitenant Maltbystraat - Christopher James Maltby vloog in de Spitfire IX RK860 van het 124 Sqdn van the Royal Air Force. Hij stortte op 25 maart 1945 om 11.00 neer in Kortrijk (gemeente Breukelen) nadat zijn vliegtuig schade had opgelopen door een explosie van zijn eigen bom. Hij werd begraven in Breukelen.[7]
- Maagdenpalm - maagdenpalm
- Maarssenbroeksedijk - Maarssenbroek
- Margrietstraat - Margriet der Nederlanden
- Marijkestraat - Christina der Nederlanden
- Markt - aan de oostzijde van de Straatweg
- Marktstraat - aan de Straatweg tegenover de Willink van Collenstraat
- Mecklenburgstraat - Mecklenburg is een (historische) streek in Noord-Duitsland. Thans vormt Mecklenburg het leeuwendeel van Mecklenburg-Voor-Pommeren, een deelstaat van de Bondsrepubliek Duitsland.
- Merwedeweg - Merwede
- Molenwerf - in het verlengde van de Stationsweg
- Narcis - narcis
- Nassauplein - verbindt de Marijkestraat met de Margrietstraat
- Nassaustraat - van het Nassauplein naar het Kerkplein
- Nieuw Nijenrode - Kasteel Nijenrode
- Nieuweweg - langs Fort Tienhoven
- Niftarlakestraat - Niftarlake was de oude naam voor Nichtevecht.[8]
- Ooievaarsbek - ooievaarsbek, volksnaam voor planten uit het geslacht Geranium.
- Orttswarande - Ortt, Nederlandse familie waarvan leden sinds 1818 tot de Nederlandse adel behoren en veel ingenieurs voortbracht.
- Otterspoor - otter (dier), viseter
- Otterspoorbroek - evenwijdig aan de Kanaaldijk Oost
- Oud Aa - Oud-Aa is een buurtschap tussen Breukelen en Nieuwer Ter Aa aan de rivier de Aa.
- Parallelweg - parallel aan de Kanaaldijk West
- Plassen - Loosdrechtse Plassen
- Poeldijk - ten westen van de Engel de Ruijterstraat
- Port Broclede - oude naam voor Breukelen.[9]
- Proostdijweg - proostdij
- Rietland - doodlopende zijweg van de Straatweg
- Rijnevegt - zijweg Vrijheidslaan
- Salomonszegel - salomonszegel, plantennaam
- Scheendijk
- Schepersweg - ten oosten van de Kanaaldijk Oost
- Silversteyn - buitenplaats aan de Diependaalsedijk nr. 19B naast Goudestein in Maarssen-Dorp.[10]
- Sleutelbloem - sleutelbloem, plantennaam
- Stationsweg - NS Station Breukelen
- Stinzenlaan - stins, versterkt huis
- Stinzenlaan Noord - zie hierboven
- Stinzenlaan Zuid - zie hierboven
- Straatweg -
- Struisvaren - struisvaren
- Titus Brandsmastraat - Titus Brandsma
- Vingerhoedskruid - vingerhoedskruid, plantenaam
- Vogelmelk - vogelmelk, plantennaam
- Voortwijk - buitenplaats Voortwijck.[11]
- Vrijheidslaan - verbindt Karel Doormanweg en Straatweg
- Vrouwenmantel - vrouwenmantel
- Watertoren - Watertoren (Breukelen)
- Weerestein - Weerestein is een buitenplaats of kasteel langs de rivier de Vecht bij het Nederlandse dorp Nieuwersluis.
- Wiardi Beckmanstraat - Herman Bernard Wiardi Beckman (1904–1945), Nederlands politicus en verzetsstrijder
- Wilhelminastraat - Wilhelmina der Nederlanden
- Willem Torckstraat - Willem Torck (1495-1545) was drost van IJsselstein. Hij huwde Josine Vrouwe van Nijenrode.[12]
- Willink van Collenstraat - Herman Daniël Willink van Collen (1849-1913), Heer van Gunterstein en Tienhoven.[13]
- Winterakoniet - winterakoniet
- Woerdenseweg - naar Woerden
- Zandpad - op de oostelijke oever van de Vecht
- Zomerklokje - zomerklokje
- Zonswaert - aan de noordzijde van station Breukelen

## Kockengen
- Bosdijk - van de Portengense Zuwe in noordelijke richting aansluitend op de Ter Aase Zuwe
- Dotterbloem - dotterbloem
- Dreef - van de Kerkweg naar de Provinciale weg 401
- Drie Stammenweg - verbindt de Heicop met de Dreef
- Fonteinkruid - fonteinkruid
- Fuut - fuut
- G J W Schoenmakerweg -
- Galgerwaard - op de zuidelijke oever van de Groote Heicop stond boerderij-herberg Galgerwaard[14]
- Gieltjesdorp
- Godinweg - godin
- Heicop - langs de Bijleveld; Zie ook: Waterschap Heycop;
- Hollandse Kade
- Industrieweg - industrieterrein
- Kalmoes - kalmoes, plantennaam
- Kerkplein - bij de gereformeerde kerk
- Kerkweg - aan de zuidzijde van Kockengen
- Koningin Julianaweg - Juliana der Nederlanden
- Koningin Wilhelminaplein - Wilhelmina der Nederlanden
- Koningstraat - verbinding Wagendijk-Heicop
- Korte Kerkweg - zijstraat van de Kerkweg
- Krabbescheer - krabbescheer
- Laag-Nieuwkoop - Laag-Nieuwkoop
- Lisdodde - lisdodde
- Nieuwstraat - verbinding Heicop met de Voorstraat
- Nijverheidsweg - industrieterrein
- Pijlkruid - pijlkruid
- Portengen
- Prins Bernhardweg - Bernhard van Lippe-Biesterfeld
- Prinses Beatrixweg - Beatrix der Nederlanden
- Prinses Ireneweg - Irene der Nederlanden
- Prinses Margrietweg - Margriet der Nederlanden
- Purperreiger - purperreiger
- Rodendijk - verlengde van de Wagendijk in zuidelijke richting
- Roerdomp - roerdomp
- Ruwielsekade - aan de noordzijde van de Groote Heicop
- Scholekster - scholekster
- Schoolweg - zijstraat Kerkweg
- Schutterskade - schutter
- Spengen
- Sportweg - zijstraat Kerkweg
- Van den Berkhofweg -
- Van Lockhorstweg - geslachtsnaam Van Lockhorst
- Van Renesseweg - geslachtsnaam Van Renesse
- Van Schaardenburgweg - geslacht Van Schaardenburg
- Verlengde Kerkweg - van de Kerkweg naar de Wagendijk
- Voorstraat - in het verlengde van de Wagendijk
- Wagendijk - van N401 in zuidelijke richting naar de Gerverscop
- Waterkers - waterkers
- Waterlelie - waterlelie
- Watersnip - watersnip
- Wederik - wederik (geslacht), het plantengeslacht Lysimachia
- Wethouder Th H van Doornweg -
- Zwanebloem - zwanebloem

## Loenen aan de Vecht
- Albrechtlaan - Albrecht van Beieren (1336-1404) of Albrecht I van Beieren, graaf van Holland en Zeeland, graaf van Henegouwen, hertog van Beieren-Straubing
- Bastertlaan - zijstraat Provinciale weg 402
- Bloklaan - Provinciale weg 403
- Bredestraat - zijstraat Rijksstraatweg
- Brugstraat - over de Vecht
- Buitenhof - doodlopende zijweg van de Driehovenlaan
- Bulthuisweg - zijstraat Bastertlaan
- Burijnpad - burijn
- Chris Schutweg - zijstraat Bastertlaan
- Cronenburgherlaan - Cronenburgh (buitenplaats), buitenplaats in Loenen
- De Werf - zijstraat Slootdijk
- Dorpsstraat - langs de noordzijde van de vecht
- Doude van Troostwijkplein - Doude van Troostwijk is een uitgestorven familie waarvan de familienaam nog voortleeft door naamswijziging in 1860 via matrimoniale lijn van een tak van de familie Van Beusekom; deze laatste tak bracht bestuurders voort.
- Driehovenlaan -
- Graaf Florishof - zijstraat Driehovenlaan
- Graaf Hattolaan - de landerijen in Loenen aan de Vecht behoorden toe aan graaf Hatto.[15]
- Graaf Janlaan - Jan van Nassau, († Deventer, 13 juli 1309) was elect van Utrecht van 1267 tot 1290.
- Grutterstraat - zijweg Dorpsstraat
- Het Rond - ronde zijstraat van de Driehovenlaan
- Hoefijzer - loopt in hoefijzervorm om Loenen
- Hofbergen - U-vormige zijstraat van het Hoefijzer
- Hoflaan - zijstraat Driehovenlaan, komt uit op Het Rond
- Hunthum - buitenplaats Hunthum lag op de oostelijke oever van de Vecht tussen Breukelen en Nieuwersluis, tegenover 'Over-Holland'.[16]
- Jan de Beijerhof - verbinding Zegelaarweg met Stoopendaalweg
- Keizer Ottolaan - Keizer Otto I de Grote was hertog van Saksen, koning van Duitsland, koning van Italië, en de eerste van de Duitse vorsten die keizer van Italië werd genoemd
- Kerklaan
- Kerkstraat - zijstraat Dorpsstraat en Torenstraat
- Kickestein - buitenplaats Kickestein stond ten zuiden van Wallestein aan de Vreelandseweg, ten noorden van Loenen aan de Vecht[17]
- Kleuterstein - verbinding Hunthum met Weerestein
- Koningin Julianaweg - Juliana der Nederlanden
- Koningin Wilhelminaweg - Wilhelmina der Nederlanden
- Ligtelijnweg - zijstraat Bastertlaan
- Ludgerushof - Liudger, (Zuilen bij Utrecht, 742 – bij Billerbeck, 26 maart 809) was een waarschijnlijk Friese missionaris en rooms-katholieke bisschop.
- Lutgerslaan - verlengde van de stoopendaalweg naar de Rijksstraatweg
- Middenhoek - zijstraat Hoefijzer
- Mijndensedijk - heerlijkheid Mijnden
- Molendijk - verbindt Rijksstraatweg met het Moleneind
- Moleneind - verbinding Hoefijzer-Dorpsstraat
- Oosterklip - doodlopende zijstraat van het Hoefijzer
- Oostkanaaldijk - aan de oostzijde van het Amsterdam-Rijnkanaal
- Oud Over
- Ouderhoek - zijstraat van Hoefijzer
- Penseelpad - doodlopende zijweg van  de Lutgerslaan
- Prinses Beatrixweg - Beatrix der Nederlanden
- Prinses Margrietlaan - Margriet der Nederlanden
- Roghmanlaan - verbinding Stoopendaalweg met
- Rijksstraatweg - Provinciale weg 402
- Slootdijk - verbindt Provinciale weg 402 met de Oostkanaaldijk bij Kerklaan
- Spinnerie - evenwijdig aan Molendijk en Hoefijzer
- Stoopendaalweg - Daniël Stopendaal, (Amsterdam, 1672- 1726) was een Nederlands graveur
- Storckstraat - zijstraat Bastertlaan
- Ter Beekhof - zijstraat Driehovenlaan
- Torenstraat - zijweg Kerkstraat
- Van Amstellaan - Gijsbrecht IV van Amstel (ca. 1230 – ca. 1303) was heer van Amstelland. In de geschiedenis van Nederland is Gijsbrecht IV het bekendst van het complot tegen graaf Floris V van Holland.
- Van Henegouwenlaan - graafschap Henegouwen, een vorstendom dat zijn naam heeft ontleend aan de reeds tijdens de Karolingische periode bestaande Henegouw (pagus Hanoniensis), die later het zuidelijk deel van het graafschap vormde.
- Van Lyndenlaan - Van Lynden is een oud Gelders geslacht dat vanouds tot de adel van de Nederlanden behoort.
- Vischmarkt - van de dorpsstraat naar de Vecht
- Vreelandseweg - richting Vreeland
- Wallestein - Wallestein
- Weerestein - Weerestein (ook wel: Weeresteyn of Werestein) is een buitenplaats of kasteel langs de rivier de Vecht bij het Nederlandse dorp Nieuwersluis.
- Westerklip - doodlopende zijstraat van het Hoefijzer
- Zegelaarweg - verlkengde van de Lutgerslaan

## Loenersloot
- Angstelpad - Angstel
- Binnenweg - vanaf de Provinciale weg 201 in zuidelijke richting overgaand in de Polderweg
- Hollandstraat - zijweg van de Slotlaan
- Nesciolaantje - Nescio
- P N Kruiswijkstraat - gereformeerde dominee P.N. Kruiswijk[18]
- Polderweg - evenwijdig aan de Westkanaaldijk en de spoorlijn
- Rijksstraatweg - op de oostelijke oever van de Angstel
- Slotlaan - tegenover Kasteel Loenersloot in oostelijke richting
- Stichtstraat - verbinding Voorburgstraat met de Slotlaan
- Voorburgstraat - zijstraat Rijksstraatweg

## Maarssen
- Ab Degenplein - Ab Degen, verzetsman[19]
- Abel Tasmanlaan - Abel Tasman
- Achter Maria Dommer - Maria Dommer woonde tot 1840 in buiten Vechtoever[20]
- Achter Raadhoven - Raadhoven is een monumentaal landhuis langs de rivier de Vecht in Maarssen.
- Adriaen van Ostadestraat - Adriaen van Ostade
- Albardastraat - Willem Albarda (1877-1957), Nederlands minister en socialistisch politicus.
- Albert Cuypstraat - Albert Cuyp, schilder
- Amsterdamsestraatweg - op de oostoever van de Vecht
- Antilopespoor - antilope
- Bachplein - Johann Sebastian Bach, was een Duitse componist van barokmuziek, organist, klavecinist, violist, muziekpedagoog en dirigent.
- Beekweg - zijstraat van de Parkweg
- Beethovenlaan - Ludwig van Beethoven was een Duitse componist, musicus, virtuoos en dirigent.
- Binnenweg
- Bisonspoor - bison (geslacht)
- Blesenlaan - Bledzew (plaats) (Duits:Blesen) is een dorp in het Poolse woiwodschap Lubusz, in het district Międzyrzecki.
- Bloemstede - rondlopende weg, ontsloten via de Floraweg
- Bolensteinsestraat - Bolenstein, ook wel Boelestein genoemd, is een ridderhofstad aan de Bolensteinseweg 1 te Maarssen op de westelijke Vechtoever.
- Bolensteinseweg
- Boomstede - rondlopende weg, ontsloten via de Floraweg
- Boshovenlaan - zijstraat Doornhoecklaan
- Brederostraat - Gerbrand Adriaensz. Bredero, was een Nederlands dichter, toneelschrijver en rederijker.
- Breedstraat
- Buitenweg - rondlopende weg uitkomend op de Van Reedestraat
- Burg Cambier van Nootenstraat - Sebastiaan Ignatius Cambier van Nooten, burgemeester van 1903-1922.[21]
- Burg Egginkstraat - M.H. Eggink, burgemeester van Maarsen tussen 1922 en 1939.[22]
- Burg Huydecoperhof - Joan Huydecoper van Maarsseveen, burgemeester tussen 1856 - 1868
- Burg S van Linschotenstraat - Jan Carel Strick van Linschoten, burgemeester van 1871 - 1903
- Burg Van den Helmlaan -
- Burgemeester Dolmanslaan - Johannes Gerardus Dolmans, burgemeester tussen 1829 - 1856.[23]
- Chopinlaan - Frédéric Chopin was een Pools componist en virtuoos pianist uit de romantiek.
- Colijnstraat - Hendrikus Colijn (1869–1944), militair, topfunctionaris en politicus (ARP, minister-president)
- Columbuslaan - Christoffel Columbus
- Constantijn Huygensstraat - Constantijn Huygens
- Cornelis de Houtmanlaan - Cornelis de Houtman, ontdekkingsreiziger
- Cramerlaan -
- Croocklaan - Abraham Croock, getrouwd met Margaretha Maria de Lespaul, bewoonde in de 18de eeuw Knollenstein.[24]
- d'Orvillestraat - Albert Dorville, was een Brabants missionaris in het Verre Oosten.
- Daniël Stoopendaallaan - Daniël Stopendaal, (Amsterdam, 1672- 1726) was een Nederlands graveur.
- De Joncheerestraat - Albert Burghard de Joncheere, heer van Oostwaard (1811-1869), lid van de gemeenteraad en wethouder van Maarssen.[25]
- De Lespaullaan - Pieter Antoni de Lespaul, Heer van Oostwaard, bewoner van de buitenplaats Knollenstein.[24]
- De Savornin Lohmanstraat - Alexander de Savornin Lohman was een de belangrijkste voormannen van de CHU begin twintigste eeuw.
- De Wolffshoek - zijstraat Stationsweg
- Diependaalsedijk
- Doctor Ariënslaan - Alfons Ariëns was een Nederlandse priester die een grote rol speelde in de rooms-katholieke arbeidersbeweging in Nederland en voor de ontwikkeling van een katholieke sociale leer.
- Doctor Plesmanlaan - van de Driehoekslaan in zuidoostelijke richting overgaand in de Maarsseveensevaart
- Domisstraat - verbindt de Buitenweg met de Hondiusstraat
- Donkerelaan - zijweg van de Boshovenlaan
- Doornhoecklaan - zijweg Suyderhoflaan
- Driehoekslaan - Vanaf de Diependaalsedijk naar de zuidelijker gelegen dr. Plesmanlaan
- Duivenkamp - rondlopende weg die ontsloten wordt middels de Vogelweg
- Dwarsweg - dwars op de Straatweg
- Emmaweg - Emma van Waldeck-Pyrmont
- Europalaan - sluit aan op de dr. Ariënslaan en de Colijnstraat
- Evertsenstraat - Johan Evertsen (1600-1666), Nederlands admiraal in de Tachtigjarige Oorlog en de Eerste en Tweede Engels-Nederlandse Oorlog
- Fahrheuslaan - De Zweed Johannes Fahrheus werd in 1919 eigenaar van kasteel Bolenstein.[26]
- Fazantenkamp - fazant, vogelsoort
- Floraweg - flora (boek)
- Frans Halsplantsoen - Frans Hals, kunstschilder
- Frans van Mierisstraat - Frans van Mieris (I) (1635-1681), een Noord-Nederlands schilder en Frans van Mieris (II) (1689-1763), idem, kleinzoon van voorgaande
- Friezenstraat - zijweg van de Straatweg
- Gageldijk - wilde gagel, plantensoort
- Gaslaan - zijweg Bolensteinseweg
- Geertruid Veerenlaan - Geertruid Willemina Engela Veeren, echtgenote van baron Frederik Godard van Reede, wonend op Vechtenstein.[27]
- Gerard Doustraat - Gerard Dou, kunstschilder
- Gerard Terborchstraat - Gerard ter Borch (I) (1582/1583–1662) en Gerard ter Borch (II) (1617-1681), zoon van Gerard ter Borch (I)
- Gerbrandystraat - Pieter Sjoerds Gerbrandy was minister-president van Nederland gedurende de Tweede Wereldoorlog.
- Haarrijnweg - bij de Haarrijnseplas
- Handelsweg - zijweg Maarssenbroeksedijk
- Harmonieplein - aan de Kerkweg
- Herengracht
- Herenweg - zijstraat Maarsseveensevaart
- Hondiusstraat - Abraham Hondius was een Nederlands kunstschilder, tekenaar en etser.
- Huis Ten Boschstraat - Huis ten Bosch (Maarssen), voormalig gemeentehuis van Maarssen, een buitenhuis aan de Vecht
- IJsvogel - ijsvogel -
- Industrieweg - zijweg Maarssenbroeksedijk
- J Reyneke van Stuwestraat - Jeanne Reyneke van Stuwe, (Soerakarta, Java, 1 september 1874 - Den Haag, 24 juli 1951) was een Nederlandse schrijfster.
- Jacob Catsstraat - Jacob Cats (dichter)
- Jacob Le Mairelaan - Jacob Le Mair was een Nederlands-Belgisch kunstschilder.
- Jacob van Heemskerklaan - Jacob van Heemskerk, zeevaarder
- Jacob van Ruysdaelstraat - Jacob van Ruysdael, schilder
- Jan Steenstraat - Jan Steen, schilder
- Jan van Galenstraat - Jan van Galen
- Jodenkerksteeg - steeg aan de Diependaalsedijk
- Joh Vermeerstraat - Johannes Vermeer, schilder
- Julianaweg - Juliana der Nederlanden
- Kaatsbaan
- Kamelenspoor - rondlopende weg met ontsluiting via de Safariweg
- Kanaalstraat - op de oostoever van het Amsterdam-Rijnkanaal
- Karel Doormanplein - Karel Doorman
- Kemperstraat - zijweg Europalaan
- Kennedylaan - John F. Kennedy, Amerikaans president
- Kerkweg
- Klokjeslaan - zijweg Diependaalsedijk
- Kortelaan - zijweg Driehoekslaan
- Kortenaerstraat - Egbert Bartolomeusz Kortenaer was een Nederlands admiraal en zeeheld uit de zeventiende eeuw.
- Kuyperstraat - Abraham Kuyper was een Nederlands theoloog, predikant, staatsman en journalist.
- Langegracht
- Leeuwenhof - buitenplaats Leeuwenhof naast Goudestein
- Lelystraat - Cornelis Lely was een Nederlandse ingenieur, waterbouwkundige, minister, gouverneur en politicus.
- M A de Ruyterstraat - Michiel Adriaanszoon de Ruyter, vlootvoogd
- M H Trompstraat - Maarten Harpertszoon Tromp, vlootvoogd
- M Pololaan - Marco Polo
- Maarssenbroeksedijk Oost - Maarssenbroek
- Maarsseveensegrachtje - Maarsseveen
- Maarsseveensevaart - vaart naar Maarsseveen
- Machinekade - vanaf het Zandpad naar de Veenkade

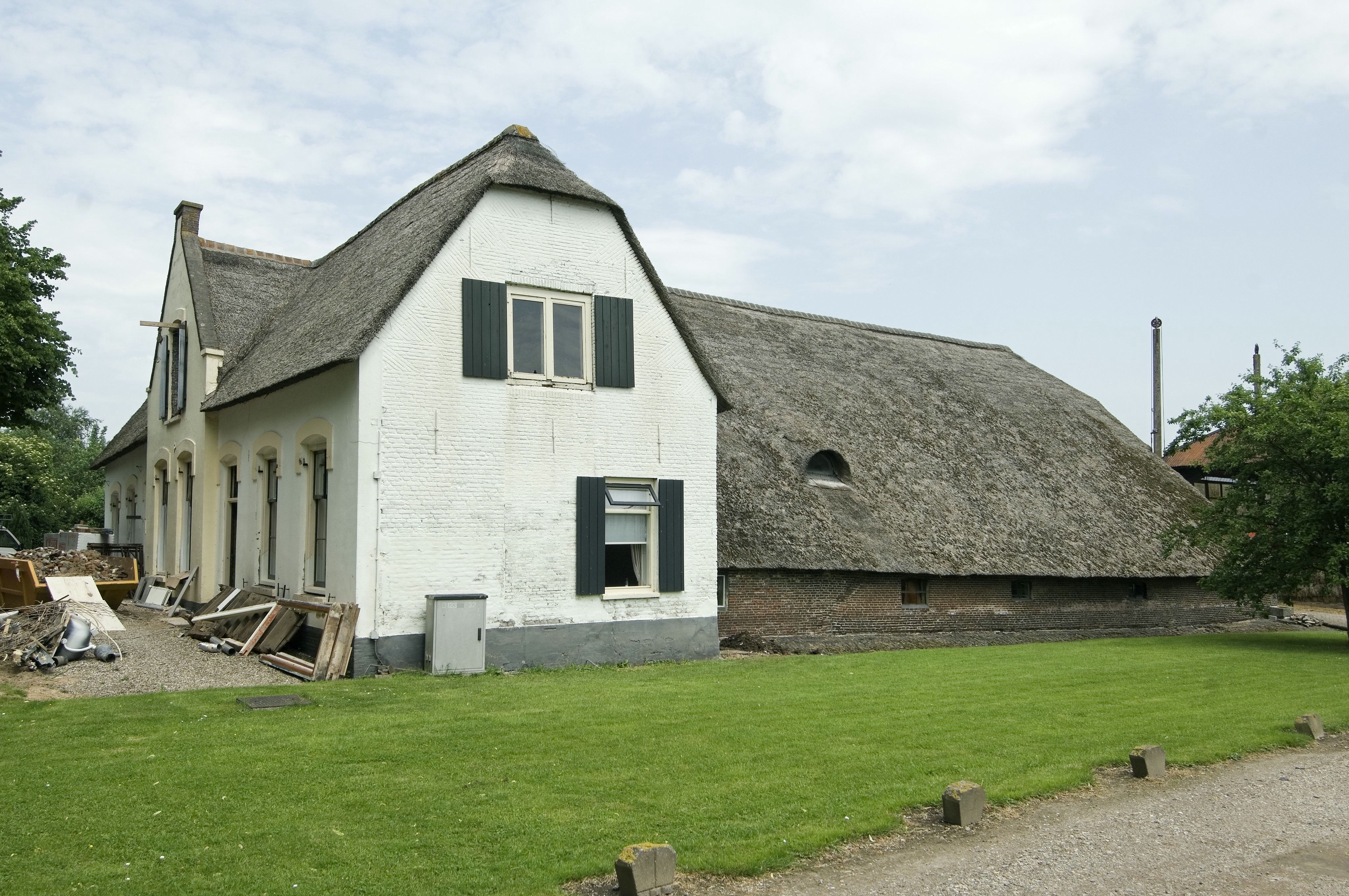
’’Maire Hofstede

- Maire Hofstedelaan - boerderijnaam aan de Europalaan
- Meijenlaan - doodlopende zijstraat van de Buitenweg
- Meindert Hobbemastraat - Meindert Hobbema, schilder
- Merenhoef - zijweg van de dr. Plesmanlaan
- Middenweg - in het verlengde van de Machinekade in oostelijke richting
- Molenweg - zijstraat Sportparkweg
- Mozartlaan - Wolfgang Amadeus Mozart, componist
- Nassaustraat
- Nedereindsevaart - Nedereindsevaart bij Zuilen
- Nicolaas Maesstraat - Nicolaas Maes
- Nijverheidsweg - industrieterrein
- Nolensstraat - Willem Hubert Nolens, was een Nederlands rooms-katholiek priester, politicus en Minister van Staat (benoemd op 22 augustus 1923).
- Olivier van Noortlaan - Olivier van Noort
- Oosterbosch - doodlopende zijweg van de Klokjeslaan
- Oostkanaaldijk - Amsterdam-Rijnkanaal
- Oostwaard - langs de Vecht
- Oude Maarsseveensevaart - Maarsseveen
- P C Hooftstraat - Pieter Corneliszoon Hooft was een Nederlandse historicus, dichter en toneelschrijver, alsmede drost van Muiden en baljuw van Naarden.
- Panoven -
- Parkweg
- Paulus Potterstraat - Paulus Potter, schilder
- Pauwenkamp - Pauwen, een geslacht van vogels
- Peerlenburgh - buitenplaats Peerlenburgh.[28]
- Piet Heinstraat - Piet Hein (zeevaarder) (1577-1629), Nederlands kapitein en vlootaanvoerder, bekend van de verovering van de Zilvervloot.
- Pieter de Hooghstraat Pieter de Hoogh
- Planetenbaan - zijstraat Ruimteweg
- Raadhuisstraat
- Ranstplein - zijstraat Buitenweg
- Reigerskamp - reigers
- Rembrandtsingel - Rembrandt van Rijn, schilder
- Roemer Visscherstraat - Roemer Visscher
- Rogier van Otterloolaan - Rogier van Otterloo
- Royaardslaan - Royaards is de naam van een Nederlandse familie waarvan de stamboom is opgenomen in het genealogisch naslagwerk Nederland's Patriciaat.
- Ruymzicht - zijweg Proostwetering
- Ruys de Beerenbrouckstraat - [[Charles

Ruys de Beerenbrouck]]
- Safariweg - safari (expeditie)
- Schaepmanstraat - Herman Schaepman was een Nederlands dichter, rooms-katholiek priester, theoloog en politicus.
- Schimmelpenninckstraat - een Nederlands geslacht dat oorspronkelijk uit de stad Zutphen komt en waarvan een tak sinds 1834 tot de Nederlandse adel behoort en een andere in 1910 werd opgenomen in het Nederland's Patriciaat.
- Schippersgracht
- Schokkingstraat - zijstraat Europalaan
- Schoutenstraat - zijweg Nassaustraat
- Spechtenkamp - specht, bosvogel
- Stationsweg - zijstraat Oostkanaaldijk
- Steenoven - steenoven, ovensoort
- Straatweg - op de westelijke oever van de Vecht
- Suyderhoflaan - zijweg Diependaalsedijk
- Talmastraat - Syb Talma was een Nederlands dominee en politicus
- Termeerweg - Huis Ter Meer, ook Zuylenburg of Slot te Maarssen, was een ridderhofstad en buitenplaats aan de Utrechtse Vecht in Maarssen.
- Tesselschadestraat - Maria Tesselschade Roemers Visscher was een Nederlands dichteres en graveerster.
- Thorbeckelaan - Johan Rudolph Thorbecke was een Nederlands staatsman van liberale signatuur. Hij wordt als de grondlegger van het parlementarisme in Nederland beschouwd.
- Ticheloven - Tichel is een oude benaming voor baksteen.
- Timmermanslaan - timmerman
- Treubstraat - Willem Treub, Nederlands liberaal econoom, politicus, hoogleraar aan de Gemeentelijke Universiteit van Amsterdam, en minister van Landbouw, Nijverheid en Handel, en minister van Financiën.
- Troelstrastraat - Pieter Jelles Troelstra, politicus
- Tuinbouwweg - tuinbouw
- Valkenkamp - Falco (geslacht), vogelgeslacht
- Van Exelstraat - verbinding Buitenweg en Hondiusstraat
- Van Hogendorpstraat - Gijsbert Karel van Hogendorp was een Nederlands conservatief politicus, een telg uit het Rotterdamse geslacht Van Hogendorp.
- Van Houtenstraat - Samuel van Houten was een Nederlands liberaal politicus.
- Van Lingelaan - zijweg dr. Plesmanlaan
- Van Reedestraat - Van Reede is een Nederlands adellijk geslacht waarvan leden sinds 1814 tot de Nederlandse adel behoren.
- Van Speykstraat - Jan van Speijk was een Nederlands kanonneerbootcommandant tijdens de Belgische opstand.
- Van Uffelenstraat - Hendrik van Uffelen was bewoner van Vechtenstein[29]
- Vechtensteinlaan - Huis Vechtenstein
- Veenkade - zijweg Nieuweweg
- Verdilaan - Giuseppe Verdi was een van de grootste componisten van Italiaanse opera's,
- Vincent van Goghstraat - Vincent van Gogh, schilder
- Vondelstraat - Joost van den Vondel, dichter
- W van de Veldestraat - Willem van de Velde de Oude en Willem van de Velde de Jonge, schilders
- Waterstede - zijweg van de Safariweg
- Wibautstraat - Floor Wibaut was een Nederlandse zakenman en politicus voor de SDAP.
- Wilhelminaweg
- Willem Barendszlaan - Willem Barentsz - ontdekkingsreiziger
- Willem van Leusdenlaan - Willem van Leusden
- Zandpad - op de oostelijke oever van de Vecht, in noordelijke richting doorlopend tot Mijnden
- Zandweg - op de oostelijke oever van de Vecht, zijweg van de Huis ten Boschstraat
- Zebraspoor - zebra (dier)
- Zogweteringlaan - De ontginning van Breukeleveen had de Zogwetering als basis.[30]
- Zwanenkamp - zwaan (vogel)

## Nieuwersluis
- Angstelkade - langs de Angstel
- Grachtje - verbinding Provinciale weg 402 met de Stationsweg
- Jaagpad - jaagpad
- Mijndensedijk - Mijnden
- Rijksstraatweg - Provinciale weg 402
- Stationsweg - zijstraat Rijksstraatweg langs de Nieuwe Wetering
- Zandpad - op de oostelijke oever van de Vecht

## Nieuwer Ter Aa
- Bosdijk - van de Portengense Zuwe in noordelijke richting overgaand in de Ter Aase Zuwe
- Dorpsstraat - van de Ter Aaseweg richting de Aa
- Doude van Troostwijkstraat - Doude van Troostwijk is een uitgestorven familie waarvan de familienaam nog voortleeft door naamswijziging in 1860 via matrimoniale lijn van een tak van de familie Van Beusekom;
- Honderdschelaantje - op de oostelijke oever van de Aa
- Julianalaan - Juliana der Nederlanden
- Kerklaan - vanuit het dorp in westelijke richting overgaand in de Korte Zuwe
- Korte Zuwe - verbindt de Kerklaan met de Ter Aase Zuwe
- Laantje - vanuit Oude Aa in oostelijke richting het dorp
- M van Zantenstraat -
- Oukoop - Oukoop
- Ruwielstraat - zijstraat Hollandschelaantje
- Ter Aase Zuwe - langs de Veldwetering
- Ter Aaseweg - van ter Aa over de A2 richting de Westkanaaldijk
- Van Reedestraat - verbindt de Dorpsstraat met het Honderdschelaantje
- Van Renessestraat - doodlopende zijweg van de Doude van Troostwijkstraat
- Wilhelminastraat - in het verlengde van de Julianalaan

## Oud-Zuilen
- Belle van Zuylenstraat - Belle van Zuylen
- Daalseweg - van de Burgemeester Norbruislaan in Utrecht in noordelijke richting evenwijdig aan de Vecht
- Dorpsstraat - op de oostoever van de Vecht
- Groeneweg - achter Slot Zuilen in noordelijke richting
- Groenhoven - zijstraat van de Daalseweg
- Laan van Zuilenveld - zijweg Zuilenselaan
- Nedereindsevaart - zijstraat van de Oostwaard
- Oostwaard - van de Dorpsstraat in noordelijke richting langs de Vecht
- Pierre H. Duboisstraat - Pierre H. Dubois (1917-1999), een Nederlandse dichter, prozaschrijver en criticus.
- Slotlaan - aan de zuidoostzijde van Slot Zuilen
- Tournooiveld - aan de noordzijde langs Slot Zuylen
- Van Tuyllplantsoen - zijweg Dorpsstraat
- Vechtzijde - Vecht
- Zuilenselaan - van de Dorpsstraat over de Vecht in westelijke richting

## Tienhoven
- Bethuneweg - familie (de) Bethune
- Dominee Ulferslaan - Siebold Ulfers
- Ds van Schuylenburglaan - in de 18e eeuw dominee in Tienhoven[31]
- Dwarsdijk - dwars op de Laan van Niftarlake
- Griendweg - griend, een beplanting van wilgen die gebruikt wordt om wilgentenen van te oogsten
- Heuvellaan - het verlengde van de Looijdijk
- In 't Gras - doodlopende zijweg van de Looijdijk
- Laan van Niftarlake - Nifterlake
- Landweg - van de Middenweg naar de Maarsseveensevaart
- Looijdijk - verlengde van de Laan van Nifterlake in zuidelijke richting
- Maarsseveense Vaart - Maarsseveensevaart
- Middenweg - zijweg van de Laan van Niftarlake
- Nedereindsevaart - richting Maarsseveense Plassen
- Nieuweweg - langs de Loosdrechtse Plassen richting Fort Tienhoven
- Nimmerdorlaan - zijstraat Maarsseveensevaart
- Oudedijk - van de Maarsseveensevaart naar de Maarsseveense Plassen
- Weideweg - zijweg van de Looijdijk
- Westbroekse Binnenweg - het verlengde van de Oudedijk langs de Maarsseveense Plassen

## Vreeland
- Alambertskade - vanaf Oud Over door de Loenderveense Plas in oostelijke richting. Genoemd naar Dirck A. Lambertsz.
- Bergseweg - op de oostoever van de Vecht
- Boslaan - evenwijdig aan de Provinciale weg 201 in zuidelijke richting langs de Vecht
- Boterweg - langs de westoever van de vecht
- Breedstraat - van de Lindegracht in westelijke richting met een brug over de Vecht
- De Vliet - zijweg Vijverlaan
- Duinkerken - op de westoever van de Vecht
- Fetha - kaassoort
- Floraweg - van de Dunkerken overgaand in De Vliet
- Floris van Boekhorststraat - Floris van Boekhorst, baljuw en rentmeester van Amstelland en Waterland.[32]
- Gijsbrecht van Amstelstraat - Gijsbrecht III van Amstel
- Graaf Floris de V Straat - Floris V
- Hendrik van Viandenstraat - Hendrik van Vianden
- Herman van Woerdenstraat - Herman van Woerden
- Jan van Dieststraat - Jan van Diest
- Jan van Nassaustraat - Jan van Nassau was elect van Utrecht van 1267 tot 1290.
- Kerkplein - zijweg Voorstraat
- Klapstraat - zijweg Bergseweg
- Kleizuwe - een zuwe is een looppad door een moeras.[33]
- Lindengracht - noord-zuid lopend langs op de oostelijke oever van de Vecht
- Loenenseweg - naar Loenen aan de Vecht
- Maartenplein - zijweg van De Vliet
- Niftarlakelaan - zijstraat van de Spoorlaan. Niftar betekent na, achter, langs, laka waterloop. Niftarlake betekent dus de gouw langs het water en werd later vervangen door Niftarvechta, de gouw langs de Vecht[34]
- Nigtevechtseweg - naar Nigtevecht
- Otto van Schonauwenstraat - Otto van Schonauwen: zie Otto van Arkel (ca. 1390-ca.1435/6) heer van Schonauwen, zoon van Jan van Arkel Leyenburg (1370-1422) heer van Leyenburg en Schonauwen en Aleijd Wouters van Ingen (1370-1418);zie ook kasteel Schonauwen
- Pomonaweg - zijstraat van De Singel
- Provincialeweg - Provinciale weg 201
- Raadhuislaan - van de Boslaan in Noordelijke richting en naar het westen afbuigend uitkomende op Lindengracht
- Ruiterstraat - verbinding Lindengracht-Voorstraat
- Singel - rondweg om Vreeland
- Sluisje - doodlopende weg in het verlengde van de Boslaan
- Spoorlaan - vanuit Vreeland in westelijke richting aansluitend op de Kanaaldijk Oost
- Vechtoever - U-vormige straat aan de Nigtevechtseweg
- Vijverlaan - verbindt Pomonaweg met de Vredelantstraat
- Voorstraat - evenwijdig aan de Lindenstraat, op de oostoever van de Vecht
- Vossenlaan - vanaf het Kerkplein uitkomend op de Raadhuislaan
- Vredelantstraat - voormalig kasteel Vredelant
- Willem van Mechelenstraat - Willem Berthout van Mechelen was bisschop van Utrecht van 1296 tot 1301.